# Erich Bauernfeind
Erich Bauernfeind (* 15. November 1972 in Amstetten) ist ein österreichischer Komponist und Maler.

## Leben
Erich Bauernfeind besuchte ab dem Jahr 1983 das Bundesrealgymnasium Steyr und nahm dort ersten Gitarrenunterricht. Nach seinem Wechsel im Jahr 1989 auf das Bundesoberstufenrealgymnasium Linz schlug er den musischen Zweig Klavier ein. Nach seiner Matura im Jahr 1991 studierte Bauernfeind von 1992 bis 1996 am Prayner Konservatorium in Wien Tonsatz und Komposition bei Wolfram Wagner. Zudem nahm er privaten Kompositionsunterricht in Rom und München bei Hans Werner Henze.
Im Jahr 1994 erweiterte er seine Studien an der Universität Wien in Publizistik- und Kommunikationswissenschaft. Weitere seiner Lehrer waren Kurt Schwertsik (Tonsatz) und Dieter Kaufmann (Komposition).
Bauernfeind sieht in seinem Schaffen Musik und Malerei in einem prinzipiellen Zusammenhang und verfolgt in seinen Projekten das Ziel, Elemente aus Malerei und Musik, Literatur und Theater zusammenzuführen ("Aktions- und Bildmusiken").

## Auszeichnungen
- 1995: Förderungspreis der Stadt Wien[3]
- 1995: Kulturpreis Niederösterreich[4]
- 1996: Theodor Körner Fonds Förderungspreis

## Werke (Auswahl)

### Ensemblemusik
- Rahmen-raum-musik – für Violoncello und Flöte, op. 35[5]
- characters – für Violine und Violoncello, op. 2 (1991)[5]
- Kolorit-Koloraturen – Optographische Strukturen, op. 7 (1992)[5]
- Operativ: when I do count the clock … – Quartett für Flöte, Violine, Viola und Violoncello, op. 15 (1993)[5]
- Flötenquartett an Schneeweiß – für Flöte, Violine, Viola und Violoncello, op. 14 (1993)[5]
- Zyklus für Flöte und Klavier, op. 11 (1993)[5]
- Michelle – für Brass-Ensemble, op. 8 (1993)[5]
- Felder – Concertino an die Körperflüssigkeiten – Musik zur Ausstellung „Liebe noch, was Du dann zerstören mußt“, op. 21 (1994)[5]
- Blattspielpresse für Kübel und Flötisten – Eine Huldigung an die Heimat, op. 22 (1994)[5]
- wir – Lied für Mezzosopran, Flöte und Klavier nach einem Text von Elfriede Jelinek, op. 29a (1995)[5]
- Typ-us I + II – Muster und Zufälle für Flöte, Klavier und Würfel, op. 28 (1995)[5]

### Vokalmusik
- Chorstücke – für gemischten Chor, op. 3 (1990/1991)[5]
- LiturgieBuntheitsJahreszeitRelation – Interaktive Farb-Formgesänge nach goldenen Schnittmustern für Solistin und gemischten Chor verteilt im Raum; vier jahreszeitliche Liturgiestationen, op. 37 (1995)[5]
- Bitte kleide mich in Liebe – Lied für Mezzosopran und Baß solo, Text: Gioconda Belli, op. 29b (1995)[5]
- Todesfuge – Konzert für Tenor, Horn und Streichorchester, Text: Paul Celan, op. 26 (1995)[5]

### Solomusik
- Impressionen für Klavier, op. 5 (1991)[5]
- Mobile Reprisen – für Gitarre, op. 12 (1993)[5]
- Andante für Klavier, op. 9 (1993)[5]
- skizzen an apokalyptik und augur, op. 19 (1994)[5]
- Altarflügel-Ton-Anatomie – Muster und Anleitungen für Klavier (mit anatomischer Bildstudie), op. 31 (1995)[5]
- orgOstarrich – Orgelkomposition für den St. Pöltner Dom anläßlich des Ostarrichi-Jubiläums, op. 40 (1996)[5]